# Референдумы в Швейцарии (1980)
Референдумы в Швейцарии проходили 2 марта и 30 ноября 1980 года. В марте проходили референдумы по народной инициативе «о полном отделении церкви от государства», который был отклонён, и по федеральной резолюции о реорганизации национального обеспечения, которая была одобрена. В ноябре проходили 4 голосования: по федеральному закону, требующему обязательное использование ремней безопасности и шлемов, по отмене кантонального гербового сбора, по распределению налогов на алкогольную продукцию и по изменению правил, регулирующих хлебопродукцию. Все они были одобрены.

## Результаты

### Март: Отделение церкви от государства
| Выбор                                | Общее голосование | Общее голосование | Кантоны | Кантоны | Кантоны |
| Выбор                                | Голосов           | %                 | Полных  | Полу-   | Всего   |
| ------------------------------------ | ----------------- | ----------------- | ------- | ------- | ------- |
| За                                   | 281 475           | 21,1              | 0       | 0       | 0       |
| Против                               | 1 052 575         | 78,9              | 20      | 6       | 23      |
| Пустых бюллетеней                    | 18 661            | –                 | –       | –       | –       |
| Недействительных бюллетеней          | 1 992             | –                 | –       | –       | –       |
| Всего                                | 1 354 703         | 100               | 20      | 6       | 23      |
| Зарегистрированных избирателей/ Явка | 3 907 773         | 34,7              | –       | –       | –       |
| Источник: Nohlen & Stöver            |                   |                   |         |         |         |

### Март: Национальное обеспечение
| Выбор                                | Общее голосование | Общее голосование | Кантоны | Кантоны | Кантоны |
| Выбор                                | Голосов           | %                 | Полных  | Полу-   | Всего   |
| ------------------------------------ | ----------------- | ----------------- | ------- | ------- | ------- |
| За                                   | 1 117 007         | 86,1              | 20      | 6       | 23      |
| Против                               | 181 009           | 13,9              | 0       | 0       | 0       |
| Пустых бюллетеней                    | 46 734            | –                 | –       | –       | –       |
| Недействительных бюллетеней          | 2 006             | –                 | –       | –       | –       |
| Всего                                | 1 346 756         | 100               | 20      | 6       | 23      |
| Зарегистрированных избирателей/ Явка | 3 907 773         | 34,5              | –       | –       | –       |
| Источник: Nohlen & Stöver            |                   |                   |         |         |         |

### Ноябрь: Ремни безопасности и шлемы
| Выбор                                | Голосов   | %    |
| ------------------------------------ | --------- | ---- |
| За                                   | 841 901   | 51,6 |
| Против                               | 791 208   | 48,4 |
| Пустых бюллетеней                    | 20 137    | –    |
| Недействительных бюллетеней          | 2 078     | –    |
| Всего                                | 1 655 324 | 100  |
| Зарегистрированных избирателей/ Явка | 3 935 792 | 42,1 |
| Источник: Nohlen & Stöver            |           |      |

### Ноябрь: Гербовый сбор
| Выбор                                | Общее голосование | Общее голосование | Кантоны | Кантоны | Кантоны |
| Выбор                                | Голосов           | %                 | Полных  | Полу-   | Всего   |
| ------------------------------------ | ----------------- | ----------------- | ------- | ------- | ------- |
| За                                   | 1 059 760         | 67,3              | 17      | 6       | 20      |
| Против                               | 514 995           | 32,7              | 3       | 0       | 3       |
| Пустых бюллетеней                    | 70 536            | –                 | –       | –       | –       |
| Недействительных бюллетеней          | 2 691             | –                 | –       | –       | –       |
| Всего                                | 1 647 982         | 100               | 20      | 6       | 23      |
| Зарегистрированных избирателей/ Явка | 3 935 792         | 41,9              | –       | –       | –       |
| Источник: Nohlen & Stöver            |                   |                   |         |         |         |

### Ноябрь: Налог на алкоголь
| Выбор                                | Общее голосование | Общее голосование | Кантоны | Кантоны | Кантоны |
| Выбор                                | Голосов           | %                 | Полных  | Полу-   | Всего   |
| ------------------------------------ | ----------------- | ----------------- | ------- | ------- | ------- |
| За                                   | 1 127 595         | 71,0              | 18      | 6       | 21      |
| Против                               | 459 632           | 29,0              | 2       | 0       | 2       |
| Пустых бюллетеней                    | 59 197            | –                 | –       | –       | –       |
| Недействительных бюллетеней          | 2 435             | –                 | –       | –       | –       |
| Всего                                | 1 648 859         | 100               | 20      | 6       | 23      |
| Зарегистрированных избирателей/ Явка | 3 935 792         | 41,9              | –       | –       | –       |
| Источник: Nohlen & Stöver            |                   |                   |         |         |         |

### Ноябрь: Регулирование хлебопродуктов
| Выбор                                | Общее голосование | Общее голосование | Кантоны | Кантоны | Кантоны |
| Выбор                                | Голосов           | %                 | Полных  | Полу-   | Всего   |
| ------------------------------------ | ----------------- | ----------------- | ------- | ------- | ------- |
| За                                   | 1 012 812         | 63,5              | 17      | 6       | 20      |
| Против                               | 581 204           | 36,5              | 3       | 0       | 3       |
| Пустых бюллетеней                    | 53 218            | –                 | –       | –       | –       |
| Недействительных бюллетеней          | 2 535             | –                 | –       | –       | –       |
| Всего                                | 1 649 769         | 100               | 20      | 6       | 23      |
| Зарегистрированных избирателей/ Явка | 3 935 792         | 41,9              | –       | –       | –       |
| Источник: Nohlen & Stöver            |                   |                   |         |         |         |